# Madurowie
Madurowie, także: Madurczycy, Madurańczycy, Madurajczycy (orèng Madura) – indonezyjska grupa etniczna zamieszkująca wyspę Madura oraz wschodnią część Jawy. Według spisu ludności z 2010 roku liczebność Madurów wynosi ok. 7 mln. Stanowią 3% populacji Indonezji.
Posługują się własnym językiem madurskim z wielkiej rodziny austronezyjskiej. W języku madurskim występują hierarchiczne poziomy mowy. Wyróżnia się trzy główne dialekty: zachodni, centralny i wschodni. Dialekt wschodni (w szczególności wariant sumenep) pełni funkcję języka standardowego.
Ich główną religią jest islam w odmianie sunnickiej. Islam został wprowadzony w XVI w. pod wpływem kontaktów z północnym wybrzeżem Jawy. Zachowują się jednak pewne elementy rodzimych wierzeń, w tym kulty przodków i duchów.
Tradycyjne zajęcia Madurów to m.in. hodowla bydła, koni, kóz i drobiu. Uprawa roślin (ryż, kukurydza, rośliny strączkowe, orzeszki ziemne, maniok, dynia, kawa, tytoń) występuje głównie na Jawie (na nawadnianych polach i plantacjach). Na Madurze przeważają pola suche. Ważną rolę odgrywa wydobycie soli, handel (głównie zwierzętami hodowlanymi), na wybrzeżu – rybołówstwo i budowa łodzi. Zajmują się też wyrobem skór, plecionkarstwem, garncarstwem i kowalstwem. Mają rozwinięte tradycje żeglarskie i słyną jako handlarze o wysokiej mobilności.
Poza Madurą zamieszkują także grupy wysp Kangean i Sapudi. Odmiana kangean jest na tyle odrębna, że bywa uznawana za odrębny język. Ludność madurska osiedliła się w różnych zakątkach Indonezji, do czego przyczynił się program transmigracji. Wielu Madurów wyemigrowało do wschodniej części Jawy. Duże skupiska Madurów występują także w indonezyjskiej części Borneo, na Sumatrze i w różnych miastach Jawy. Zwykle utrzymują własną tożsamość etniczną i są przywiązani do rodzimych tradycji.
Organizacja społeczna opiera się na bilateralnym systemie pokrewieństwa. Związek małżeński ma charakter matrylokalny.